# Fopay Peak
Fopay Peak är en bergstopp i Antarktis. Den ligger i Östantarktis. Nya Zeeland gör anspråk på området. Toppen på Fopay Peak är 2 199 meter över havet, eller 204 meter över den omgivande terrängen. Bredden vid basen är 1,5 km.
Terrängen runt Fopay Peak är bergig västerut, men österut är den kuperad. Terrängen runt Fopay Peak sluttar österut.  Trakten är obefolkad. Det finns inga samhällen i närheten.